# Cua dọn bể
Cua dọn bể hay còn gọi là cua lục bảo (Danh pháp khoa học: Mithraculus sculptus) là một loài cua biển trong cận bộ Cua phân bố ở các vùng biển Caribe và thường được dùng với vai trò của một công cụ lau dọn trong bể cá. Chúng rất phổ biến bởi chúng giúp giữ cái bể sạch vì chúng ăn cả tảo bong bóng và tảo san hô. Cua có màu ngọc lục bảo và kích thước khá nhỏ, chỉ lớn nhất ở mức 5cm. Chúng có đặc tính hung dữ và hay tranh giành nếu nuôi chúng với mật độ cao và có thể tấn công cả những con ốc sên trong bể cá.